# Верхняя Вичмарь
Верхняя Вичмарь — деревня в Уржумском районе Кировской области в составе Лопьяльского сельского поселения.

## География
Находится на правом берегу реки Уржумка на расстоянии примерно 16 километров на юг от районного центра города Уржум.

## История
Известна с 1873 года, когда здесь было учтено дворов 14 и жителей 101, в 1905 37 и 240, в 1926 18 и 97, в 1950 33 и 97. В 1989 году учтен 71 житель.

## Население
Постоянное население составляло 49 человек (мари 82 %) в 2002 году, 26 в 2010.